# Nati nel 1239
| Questa pagina contiene informazioni ricavate automaticamente dalle voci biografiche con l'ausilio del template Bio e di un bot. L'aggiornamento è periodico e automatico e ricostruisce completamente la pagina. Se manca una persona in questa lista, sei pregato di non aggiungerla, ma accertati piuttosto che la sua voce biografica contenga il template Bio e che i dati anagrafici siano correttamente compilati. Se il template Bio manca, inseriscilo tu stesso o, in alternativa, metti l'avviso {{tmp\|Bio}} che ne segnala la mancanza. Se i dati riportati sono sbagliati, correggi direttamente la voce biografica; le modifiche saranno visibili in questa lista entro pochi giorni. Per chiarimenti vedi il progetto biografie. La lista contiene solo le 9 persone che sono citate nell'enciclopedia e per le quali è stato implementato correttamente il template Bio. Pagina aggiornata al 2 mar 2025. |

- 17 giugno - Edoardo I d'Inghilterra, re britannico († 1307)
- 18 ottobre - Stefano V d'Ungheria, re († 1272)
- 17 dicembre - Kujō Yoritsugu, militare giapponese († 1256)
- Alvaro di Urgell, nobile († 1267)
- Giovanni II di Bretagna, sovrano († 1305)
- Leone II di Cava, abate italiano († 1295)
- Pietro III d'Aragona, re († 1285)
- Tommaso I di Saluzzo, marchese italiano († 1296)
- Robert de Ferrers, VI conte di Derby, nobile britannico